# Zamalek SC
Zamalek SC - Zamalek Sporting Club (arabsky نادي الزمالك للألعاب الرياضية) je egyptský fotbalový klub založený roku 1911 a hrajícím na Cairo Stadium v Káhiře. Je to hlavní rival nejlepšího egyptského klubu Al-Ahly.

## Úspěchy
- Egyptská liga (14)
- Egyptský pohár (27)
- Liga mistrů CAF (5): 1984, 1986, 1993, 1996, 2002
- Pohár vítězů pohárů CAF (1): 2000
- Konfederační pohár CAF (1): 2019
- Superpohár CAF (4): 1994, 1997, 2003, 2020
- Afro-asijský pohár (2): 1987, 1997
- Arab Club Championship (1): 2003